# Jeffery Deaver
Jeffery Deaver (Glen Ellyn (Illinois), 6 mei 1950) is een Amerikaanse schrijver.
Deaver was oorspronkelijk journalist maar studeerde later rechten en werd advocaat. Hij begon destijds ook met het schrijven van boeken.
De populairste boekenreeks die hij heeft uitgebracht, draait helemaal om de hoofdpersoon - detective Lincoln Rhyme - en zijn assistente Amelia Sachs. Vrijwel al zijn werk eindigt met een of meer verrassende wendingen.
Van drie van zijn boeken zijn films gemaakt: The Bone Collector (1999), The Devil's Teardrop (2010) en van A Maiden's Grave een tv-film genaamd Dead Silence (1997).
Op verzoek van de erfgenamen van Ian Fleming (in opdracht van Ian Fleming Publications Ltd ) schreef Jeffery Deaver een nieuw James Bondverhaal dat de titel Carte Blanche meekreeg. Het werd op 25 mei 2011 in Londen aan de pers voorgesteld en werd in de VS en in Canada op 14 juni 2011 door Simon & Schuster gepubliceerd.